# Benedikt Wagner
Benedikt Wagner (* 14. června 1990 Bonn, Německo) je německý sportovní šermíř, který se specializuje na šerm šavlí. Německo reprezentuje od roku 2011. Na olympijských hrách startoval v roce 2012 v soutěži jednotlivců a družstev. V soutěži jednotlivců postoupil do osmifinále. V roce 2016 získal titul mistra Evropy v soutěži jednotlivců. S německým družstvem šavlistů vybojoval v roce 2014 titul mistra světa a v roce 2015 titul mistra Evropy.